# Marianna Salchinger
Marianna Salchinger (20 gennaio 1974) è un'ex sciatrice alpina austriaca vincitrice di due Coppe Europa.

## Biografia
Specialista delle prove veloci originaria di Ligist, la Salchinger ottenne il primo piazzamento di rilievo in Coppa del Mondo il 27 gennaio 1993 nella discesa libera di Veysonnaz (41ª). In Coppa Europa nella stagione 1996-1997 risultò vincitrice sia del trofeo continentale, sia delle classifiche di discesa libera e di supergigante. Anche nella stagione 1997-1998, dopo aver tra l'altro ottenuto l'ultima vittoria di carriera nel circuito (il 3 febbraio a Pra Loup in supergigante), si aggiudicò sia la Coppa Europa, sia la classifica di discesa libera. Il 5 marzo 1999 ottenne a Sankt Moritz in discesa libera il suo miglior piazzamento di carriera in Coppa del Mondo (5ª).
Nel 2000 si dovette sottoporre a un'operazione al ginocchio che la costrinse a una pausa di sei mesi. Dopo questo intervento non riuscì più gareggiare ai massimi livelli e si ritirò alla fine della stagione 2000-2001; la sua ultima gara in Coppa del Mondo fu la discesa libera disputata a Sankt Moritz il 17 dicembre 2000, nella quale fu 50ª, mentre in Coppa Europa riuscì ancora a salire sul podio il 31 gennaio 2001 a Pra Loup in discesa libera (2ª). La sua ultima gara in carriera fu lo slalom gigante dei Campionati austriaci 2001, il 5 aprile a Damüls; non prese parte a rassegne olimpiche o iridate.

## Palmarès

### Coppa del Mondo
- Miglior piazzamento in classifica generale: 49ª nel 1999

### Coppa Europa
- Vincitrice della Coppa Europa nel 1997 e nel 1998
- Vincitrice della classifica di discesa libera nel 1997 e nel 1998
- Vincitrice della classifica di supergigante nel 1997
- 18 podi (dati dalla stagione 1994-1995):
  - 7 vittorie
  - 9 secondi posti
  - 2 terzi posti

#### Coppa Europa - vittorie
| Data             | Località              | Paese   | Specialità |
| ---------------- | --------------------- | ------- | ---------- |
| 18 dicembre 1996 | Haus                  | Austria | DH         |
| 19 dicembre 1996 | Haus                  | Austria | DH         |
| 20 dicembre 1996 | Haus                  | Austria | SG         |
| 15 gennaio 1997  | Pra Loup              | Francia | DH         |
| 16 gennaio 1997  | Pra Loup              | Francia | SG         |
| 19 dicembre 1997 | Altenmarkt-Zauchensee | Austria | DH         |
| 3 febbraio 1998  | Pra Loup              | Francia | DH         |

Legenda:

DH = discesa libera

SG = supergigante

### Campionati austriaci
- 4 medaglie[1]:
  - 3 argenti (discesa libera, supergigante nel 1995; discesa libera nel 1998)
  - 1 bronzo (supergigante nel 1996)

### Campionati austriaci juniores
- 1 medaglia[1]:
  - 1 oro (discesa libera nel 1993)